# 埃克莫维尔
埃克莫维尔（法語：Équemauville，法語發音：[ekmovil] ⓘ）是法国卡尔瓦多斯省的一个市镇，属于利雪区。

## 地理
埃克莫维尔（49°23'35"N, 0°12'32"E）面积5.98 平方千米，位于法国诺曼底大区卡爾瓦多斯省，该省份为法国西北部沿海省份，北濒大西洋英吉利海峡，东北与滨海塞纳省以海上边界相接，东临厄尔省，南至奧恩省，西与芒什省接壤。
与埃克莫维尔接壤的市镇（或旧市镇、城区）包括：巴尔纳维尔拉贝尔特朗、戈讷维尔-叙翁弗勒尔、翁弗勒尔、佩讷德皮、圣加蒂安德布瓦。

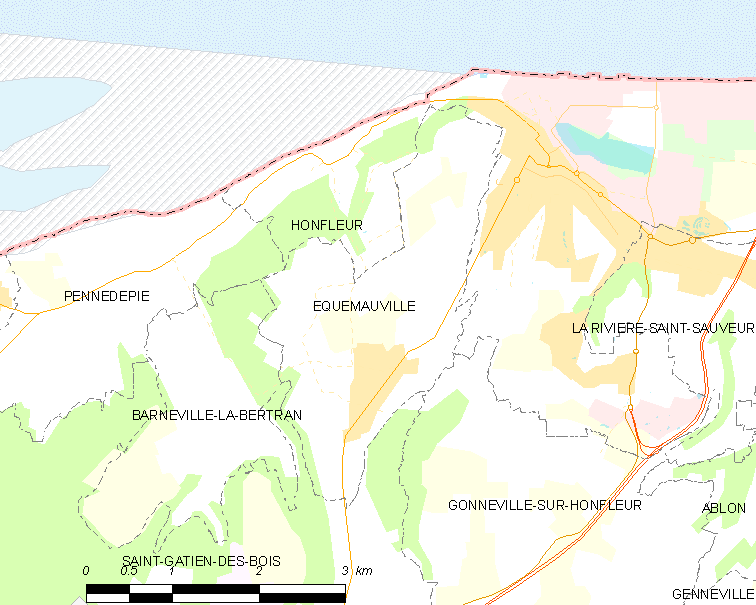
埃克莫维尔的OSM定位图

埃克莫维尔的时区为UTC+01:00、UTC+02:00（夏令时）。

## 行政
埃克莫维尔的邮政编码为14600，INSEE市镇编码为14243。

## 政治
埃克莫维尔所属的省级选区为翁弗勒尔-多维尔县。

## 人口

1962-2008年间埃克莫维尔人口变化图示

埃克莫维尔于2022年1月1日时的人口数量为1557人。